# 王尋
王 尋（おう じん、? - 23年）は、中国の前漢末期から新代にかけての政治家・武将。

## 事跡
| 姓名         | 王尋                        |
| 時代         | 前漢 - 新                   |
| 生没年       | ? - 23年（地皇4年）         |
| 字・別号     | 〔不詳〕                    |
| 出身地       | 〔不詳〕                    |
| 職官         | 副校尉〔前漢〕→大司徒〔新〕 |
| 爵位・号等   | 丕進侯〔前漢〕→章新公〔新〕 |
| 陣営・所属等 | 平帝→孺子嬰→王莽            |
| 家族・一族   | 〔不詳〕                    |

王莽の配下で、丕進侯。前漢末期、中郎将王駿らの匈奴への使節団に副校尉として参加している。
始建国元年（9年）1月、王莽が皇帝として即位し、新を創始した。このとき、王尋も哀章が献上した銅匱に王莽を補佐する11人の一人として名が挙げられていた。そのため、大司徒に任命され、章新公に改めて封じられた。地皇元年（20年）7月、王莽が長安の南に祖廟を建築しようとする。王尋は大司空王邑と共に符節を与えられ、建築工事を指揮監督した。
地皇3年（22年）冬、王莽の命令により、王尋は10数万の軍勢を率いて洛陽に駐屯した。地皇4年（23年）3月、漢軍（更始帝軍）の劉秀・王常らが潁川郡に進攻し、昆陽・郾・定陵の各県を攻略する。そのため、大司空王邑も王莽の命により洛陽に派遣された。王邑と王尋は各郡の部隊から100万の兵力を動員して（実際には42万人だったとされる）、これを「虎牙五威兵」と称し、荊州・潁川の平定に用いている。
同年5月、王邑と王尋は洛陽から潁川に到着した。このとき、宛（荊州の中心地）は劉縯（劉秀の兄）率いる漢軍に包囲されていたが、王邑・王尋は先に昆陽の漢軍を制圧しようと目論んだ。王邑・王尋の軍に合流した納言将軍荘尤（厳尤）は、劉縯の討伐こそが重要であるため、直ちに宛へ向かうべきであると進言した。しかし王邑・王尋は聞き入れず、昆陽を包囲した。王邑・王尋は、昆陽城を守備していた漢軍の王鳳らの降伏を赦さず、荘尤の諫言を無視して包囲を強めた。そのため、窮鼠の王鳳らは必死で抵抗する。
昆陽攻略にてこずっている間に、宛は劉縯により陥落した。さらに6月、昆陽城内から脱出した劉秀が数千の援軍を引き連れて昆陽へ戻ってきた。王邑・王尋はこれを甘く見て、自ら1万人余りの軍を率いると、味方の軍勢に軽挙妄動を禁じた上で単独で劉秀軍に挑みかかる。しかし劉秀の果敢な戦いぶりの前に、王邑・王尋の軍は撃破されてしまう。そして、さらなる劉秀の攻勢の前に、王尋は戦死した。王尋の戦死をきっかけに、新軍は劉秀により殲滅されてしまう（昆陽の戦い）。